# Norddeutscher Rundfunk
A Norddeutscher Rundfunk (NR) é uma televisão pública da Alemanha. O canal é membro activo da União Europeia de Rádiodifusão (EBU), e responsável pela presença do seu país na Eurovisão.